# 鳞苞薹草
鳞苞薹草（学名：Carex vanheurckii）是莎草科薹草属的植物。分布在蒙古、朝鲜北部、俄罗斯东西伯利亚地区和远东地区以及中国大陆的东北各省、内蒙古等地，生长于海拔1,200米的地区，多生在空旷的林下和山坡草地，目前尚未由人工引种栽培。